# Kráľová (Modra)

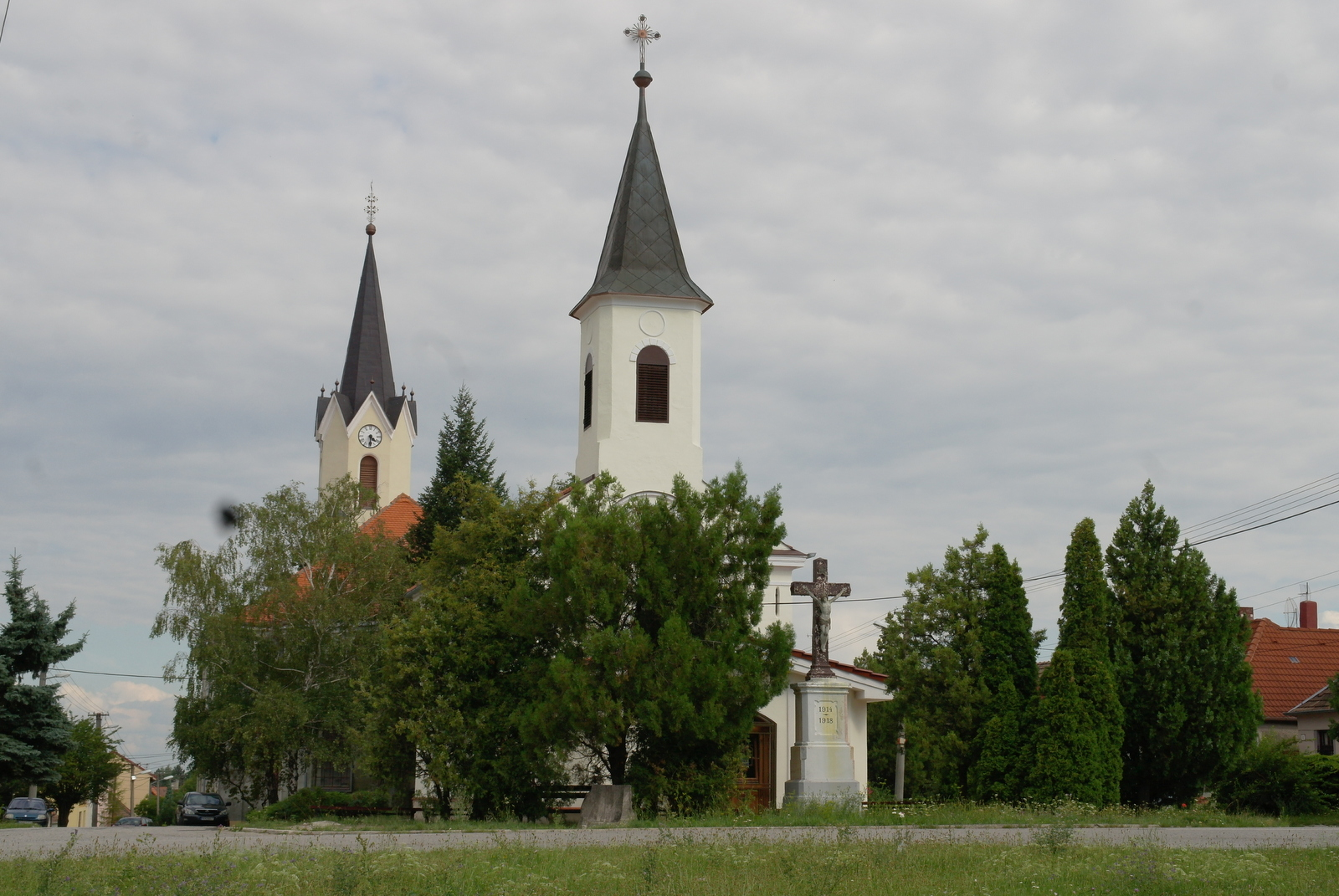
Römisch-katholische Kapelle und evangelische Kirche (im Hintergrund) in Kráľová

Kráľová (deutsch Königsdorf oder Königshof, ungarisch Modorkirályfalva) ist ein Ortsteil der slowakischen Stadt Modra (deutsch Modern). Der Ort liegt nördlich der eigentlichen Stadt am Fuße der Kleinen Karpaten, am Bach Vištucký potok.

## Geschichte
Kráľová wurde zum ersten Mal 1553 als Kyrallfalwa schriftlich erwähnt und entstand als Untertanendorf der königlichen Freistadt Modern. Hier ließen sich auch kroatische Siedler nieder. 1640 wohnten in Kráľová 49 Familien, 1828 zählte man 175 Häuser und 1262 Einwohner.
Bis 1918 gehörte der Ort im Komitat Pressburg zum Königreich Ungarn und kam danach zur neu entstandenen Tschechoslowakei.

## Bauwerke und Denkmäler
- Kapelle im neoklassizistischen Stil aus dem Jahr 1863
- evangelische Kirche im Stil des Historismus aus dem Jahr 1875